# Sublevación de Cartagena (1939)
La Sublevación de Cartagena fue una rebelión contra el gobierno de Negrín protagonizada por militares y marinos de la base naval de Cartagena que estalló el 4 de marzo de 1939, un mes antes de que finalizara la guerra civil española, y que iba a constituir el primer acto del golpe de Casado, pero que casi desde el primer momento se convirtió en una rebelión dirigida por los militares integrados en la quinta columna que pretendían entregar la base y la flota republicana allí fondeada al bando sublevado.
Se trataba de privar a la República de su único gran puerto naval y de su marina de guerra. Este último objetivo, que era el más importante, se cumplió plenamente porque la flota republicana se hizo a la mar en cuanto estalló la rebelión y en lugar de regresar cuando ya había sido sofocada el almirante jefe de la flota, Miguel Buiza, puso rumbo a Bizerta, en el Protectorado francés de Túnez. La pérdida de la flota, que el 30 de marzo de 1939 fue entregada a los representantes del "Generalísmo" Franco por las autoridades francesas, privó a los republicanos del único medio que les quedaba para haber evacuado a la población que huyó hacia los puertos de Levante, temiendo las represalias de los vencedores en la guerra, una vez que el coronel Casado se rindió a los "nacionales" tras derribar al gobierno de Juan Negrín.

## Antecedentes

### Los primeros pasos de la conjura de Casado contra el Gobierno
A partir del fracaso de la ofensiva republicana del Ebro (julio-noviembre de 1938) y de los acuerdos de Múnich (29 de septiembre de 1938), buena parte de los oficiales no comunistas del Ejército Popular de la República, especialmente los profesionales que no procedían de las milicias, pensaban que la guerra estaba perdida y que se le debía poner fin de forma "honorable" por medio de un "abrazo de Vergara" como el que acabó con la primera guerra carlista. Estaban convencidos de que el "entendimiento entre militares" de los dos bandos lo haría posible, por lo que el único obstáculo que había que salvar, según ellos, era la presencia comunista en el gobierno y en algunas unidades militares, y el propio presidente Negrín si se obstinaba en mantener su política de resistencia. El militar que aglutinó todas estas preocupaciones e iniciativas fue el coronel Segismundo Casado, jefe del Ejército del Centro.
El primer movimiento importante del coronel Casado, del que enseguida tuvo información el Cuartel General del Generalísmo a través de la quinta columna de Madrid con la que Casado ya había entrado en contacto, tuvo lugar a principios de noviembre de 1938, en un momento en que ya era evidente el fracaso de la ofensiva del Ebro, cuando se reunió en Madrid con el presidente Juan Negrín y con el general José Miaja, jefe de los Ejércitos de la región Centro-Sur, para intentar conseguir que aquel retirara a los comunistas del gobierno como primer paso para cambiar la política de resistencia a ultranza por la búsqueda de una mediación que pusiera fin a la guerra sin represalias por parte de los vencedores, a lo que Negrín se opuso rotundamente. A partir de ese momento Casado fue cada vez más consciente de que si quería alcanzar sus propósitos también tendría que derribar a Negrín.
Tras la caída de Cataluña a principios de febrero de 1939, el coronel Casado inicia los contactos de forma directa y personal con los agentes de los "nacionales" en Madrid, a los que pone al corriente de sus intenciones de derribar al gobierno de Negrín, aunque ellos ya las conocían a través de los agentes franquistas que actuaban en el entorno de Casado. Estos le hacen llegar las llamadas "Concesiones del Generalísimo" en las que se promete a los militares republicanos "benevolencia... mayor cuanto más significados y eficientes sean los servicios que en estos últimos momentos prestan a la causa de España". Unas Segundas "Concesiones del Generalísmo" que recibe Casado el 5 de febrero comienzan con una afirmación de gran dureza: "Tenéis la guerra totalmente perdida. Es criminal toda prolongación de la resistencia. La ESPAÑA NACIONAL exige la rendición". En su texto quedaba más claro aún lo que Franco entendía por "negociación": la rendición incondicional del "Ejército rojo", y sólo ofrecía benevolencia en las represalias tras la victoria.
El 2 de febrero de 1939 Casado se reúne con los generales Miaja, Matallana y Menéndez a los que les expuso su decisión de sublevarse contra el gobierno de Negrín sustituyéndolo por un "Consejo Nacional de Defensa" integrado por militares y por todos los partidos políticos y sindicatos, con excepción del Partido Comunista de España, y con la "exclusiva misión de hacer la paz" por lo que entraría "en relación con el Gobierno Nacionalista [sic] lo antes posible". Según el testimonio posterior del coronel Casado "los tres generales, sin discusión, se consideraron comprometidos ante el hecho, con todas sus consecuencias". Al día siguiente tuvo lugar la entrevista con el socialista "antinegrinista" Julián Besteiro a quien Casado ofreció la presidencia de su proyectado Consejo Nacional de Defensa, pero Besteiro rechazó la oferta aunque aceptó integrarse en él. Pocos días después Casado se entrevistaba con el teniente coronel Cipriano Mera, de la CNT, que era el Jefe del IV Cuerpo de Ejército (integrado en el Ejército del Centro que mandaba Casado), una unidad que sería decisiva en el triunfo del golpe.

### La vuelta de Negrín y el enfrentamiento con Casado
Cuando el presidente del gobierno Juan Negrín volvió a la región Centro-Sur desde Francia el 10 de febrero de 1939, el único apoyo con el que contaba ya, además de una parte de su propio partido (el sector "negrinista" del PSOE), era el Partido Comunista de España, pero este estaba en declive tras las sucesivas derrotas de la batalla del Ebro y la ofensiva de Cataluña. Además la propaganda de la quinta columna franquista, bien organizada especialmente en Madrid, en Valencia y en la base naval de Cartagena, difundía la idea de que podría haber una negociación que pusiera fin a la guerra si Negrín y los comunistas desaparecían de la escena política republicana y las "negociaciones" se llevaban entre militares profesionales.
El 12 de febrero Negrín llegó a Madrid donde ocupó su puesto en el edificio de Presidencia del Paseo de la Castellana. Allí ordenó que se presentara el coronel Casado, como jefe del Ejército del Centro, para que le informara de la situación militar en la capital. Casado le expuso las nulas posibilidades de las fuerzas republicanas para contener la previsible ofensiva del ejército franquista sobre Madrid, a lo que Negrín le contestó, según el testimonio del propio Casado: "estoy de acuerdo con su criterio, pero yo no puedo renunciar a la consigna de resistir". Tres días después Casado recibía un documento de los franquistas en el que se especificaban las "condiciones y el plan de capitulación" del ejército republicano. El coronel Casado les dijo a los miembros de la quinta columna "que todo estaba preparado para el asalto a los reductos comunistas al grito de ¡Viva España y muera Rusia!".
El 16 de febrero de 1939 tuvo lugar la reunión de Negrín con todos los altos mandos militares republicanos en la base de Los Llanos (Albacete) a la que asistieron además del coronel Casado, como Jefe del Ejército del Centro, el general José Miaja, Jefe Supremo del Ejército; el general Manuel Matallana Gómez, Jefe del Grupo de Ejércitos; el general Leopoldo Menéndez López, Jefe del Ejército de Levante; el general Antonio Escobar Huerta, Jefe del Ejército de Extremadura; el coronel Domingo Moriones, Jefe del Ejército de Andalucía; el coronel Antonio Camacho, Jefe de la Zona Aérea Centro-Sur; el general Carlos Bernal, Jefe de la Base Naval de Cartagena; y el almirante Miguel Buiza, Jefe de la Flota Republicana. Todos ellos, excepto el general Miaja, estuvieron de acuerdo con lo que el coronel Casado ya le había manifestado a Negrín en la reunión del día 12: que si el enemigo ("poderoso y con moral de victoria", en palabras del general Matallana) desencadenaba la temida ofensiva el ejército republicano no podría hacerle frente, por lo que había que poner fin a la guerra. El almirante de la flota, Buiza, llegó a amenazar a Negrín con la deserción de la totalidad de la escuadra republicana si no se ponía fin a la política de resistencia. Negrín les respondió lo que ya le había dicho a Casado cuatro días antes: que no se daban las condiciones para la negociación porque el general Franco sólo aceptaba la rendición incondicional, por lo que la única salida continuaba siendo la resistencia. Por su parte ninguno de los generales comprometidos en la conjura de Casado allí presentes (o que la conocían) dijeron nada a Negrín de los contactos que ya mantenían con el "Generalísimo" Franco para la rendición. Eso es lo que explica que desde el 8 de febrero en que se produjo la ocupación de la isla de Menorca por los "nacionales" no se produjera ninguna acción ofensiva del ejército sublevado: Franco estaba esperando que los "casadistas" triunfaran y desalojaran a Negrín del poder. A su vuelta a Madrid el coronel Casado, robustecido en sus posiciones en su pugna con Negrín, comunicó a los agentes franquistas que los militares habían salido de la reunión de Los Llanos reafirmados "en el acuerdo, tomado en firme con anterioridad, de eliminar el gobierno del doctor Negrín, que carecía de legitimidad, y tratar de negociar la paz directamente con el enemigo". Sobre cuales eran las intenciones del "Generalísimo" Franco una nota redactada por él mismo y que fue transmitida el 25 de febrero a los agentes del SIPM (el servicio secreto franquista) que actuaban en Madrid es muy clara: "La rendición debe ser sin condiciones"
El 24 de febrero Negrín, para quien el problema era cómo terminar la guerra sin combatir de manera distinta a la de entrega sin condiciones, abandonó Madrid tras celebrar un consejo de ministros e instaló la sede de la Presidencia del Gobierno en una finca cercana a la localidad alicantina de Elda (la "Posición Yuste", que era su nombre en clave). Una decisión un tanto inexplicable porque al alejarse de la capital se acentuó la soledad del presidente, su falta de apoyos para la política de resistencia, que algunos de sus ministros empezaban también a cuestionar. Una decisión que, por otro lado, fue utilizada por los que estaban implicados en la conjura de Casado para desprestigiar a Negrín propagando la sospecha de que el gobierno y el PCE, cuya dirección también se había trasladado a Elda, reclamaban al bando republicano la resistencia a ultranza pero se habían instalado en un lugar que les permitiría salir rápidamente de España.
El lunes 27 de febrero de 1939, Francia y Gran Bretaña reconocían "de iure" al gobierno de Franco en Burgos como el gobierno legítimo de España, tras obtener unas vagas e imprecisas garantías de que no se ejecutaría a los "españoles no delincuentes". Al día siguiente se hacía oficial la renuncia a la Presidencia de la República de Manuel Azaña y se abría el proceso de su sustitución provisional por el presidente de las Cortes, Diego Martínez Barrio (ambos se encontraban en Francia), tal como establecía la Constitución republicana de 1931. Después de todos estos hechos la posición de Negrín era insostenible, mientras quedaba fortalecida la conspiración de Casado para derribar al gobierno de Negrín y eliminar la influencia del PCE, a quienes consideraban los principales obstáculos para el fin negociado de una guerra que ya consideran perdida.
El jueves 2 de marzo Negrín hizo venir a la Posición Yuste al coronel Casado y al general Matallana para comunicarles que iban a ser relevados de sus puestos y sustituidos por militares comunistas (al parecer sería el coronel Juan Modesto Guilloto procedente de las milicias y jefe del ejército republicano de la batalla del Ebro quien sustituiría a Casado al frente del Ejército del Centro). Pero Casado y Matallana, que ocuparían otros cargos en el alto mando del Ejército republicano pero sin mando directo de tropas, se negaron a aceptar esos cambios y nombramientos y abandonaron la "Posición Yuste" en Elda para dirigirse a Valencia, donde se entrevistaron con los generales Miaja y Menéndez, con quienes discutieron ampliamente "para la eliminación del gobierno, tomando el acuerdo de no demorar demasiado su ejecución, evitando que nos ganara la mano Negrín con el Partido Comunista", según el testimonio posterior del propio Casado. "En la noche del día 2 llegué a Madrid decidido a no perder el tiempo", escribió.
Enterado Negrín del propósito del coronel Casado para sublevarse envió un avión a Madrid a las 10 de la mañana del sábado 4 de marzo para que el coronel se presentara inmediatamente ante él. Como Casado no tomó ese avión a las 12 Negrín indignado le llamó por teléfono pero aquel siguió negándose a acudir a la Posición Yuste. A las 15'30 horas Casado se reunía en el gobierno civil con los ministros del gobierno de Negrín que se encontraban en Madrid para decirles que no iba coger el avión que de nuevo había enviado el presidente del gobierno y que iba a llevarles a la Posición Yuste. Así una hora después salía del aeródromo de Barajas el avión con los ministros pero sin Casado a bordo. Negrín volvió a llamar por teléfono a Casado pero volvió a encontrarse con la misma negativa. Pocas horas después se producía la sublevación de la base naval de Cartagena. A las ocho de la tarde del día siguiente domingo 5 de marzo de 1939, comenzaba el golpe de Casado en Madrid.

### La justificación del golpe de Casado: el inexistente complot comunista
En sus memorias el coronel Casado justificó el golpe como la respuesta a un supuesto complot comunista para hacerse con el poder una de cuyas "pruebas" serían los nombramientos que habría hecho el presidente Negrín de militares comunistas para que ocuparan la cúpula del Ejército Popular de la República. Sin embargo, cuando posteriormente un investigador encontró los ejemplares de los Diarios Oficiales del Ministerio de Defensa del 3 y 4 de marzo de 1939 en el Archivo del Ministerio de Asuntos Exteriores de España se demostró que las afirmaciones de Casado eran completamente falsas. El único nombramiento de un militar comunista con mando sobre tropas fue el del teniente coronel Francisco Galán Rodríguez, nuevo jefe de la base naval de Cartagena en sustitución del general Carlos Bernal. Los jefes de los cuatro Ejércitos operativos de las tropas republicanas (Levante, Extremadura, Andalucía y Centro), incluido el propio Casado, y el almirante de la Flota, permanecieron en sus puestos.

## Las dos conspiraciones de la base naval de Cartagena
El jueves 2 de marzo de 1939 el comandante de la Flota republicana, el capitán de corbeta Miguel Buiza, que estaba implicado en la conjura del coronel Casado (y también había participado en la reunión de los altos mandos militares republicanos con Negrín en la base de Los Llanos en la que había amenazado al presidente del gobierno con la marcha de la flota de aguas españolas si no se buscaba la paz), convocó en Cartagena a los mandos y a los "delegados políticos" de la flota para informarles de la inminente constitución del Consejo Nacional de Defensa que iba a sustituir por la fuerza al gobierno. En esa reunión celebrada a bordo del crucero Miguel de Cervantes los comandantes de los destructores Jorge Juan, Lepanto, Escaño y Gravina y el comandante del crucero Libertad, así como el jefe de Estado Mayor de las flotilla de destructores, mantuvieron una actitud favorable a entregar la flota y la base a los "nacionales" sin que fueran sancionados.
El presidente Negrín, que tenía conocimiento a través del SIM de la existencia de la conjura, ese mismo día 2 había nombrado al coronel Francisco Galán (un veterano militante comunista que había combatido en la campaña de Cataluña) nuevo jefe de la base naval de Cartagena en sustitución del general Carlos Bernal. El nombramiento iba a aparecer en el Diario del Ministerio de Defensa al día siguiente, 3 de marzo.
El viernes 3 de marzo de 1939 el presidente Juan Negrín mandó a Paulino Gómez Sáenz, ministro de la Gobernación, a Cartagena para informar a los mandos militares y navales que la resistencia aún era posible y en esa lógica era preciso designar a Francisco Galán como jefe de la Base naval de Cartagena. Los argumentos de Gómez fueron rechazados, incluso por el jefe de la Armada republicana, el capitán de corbeta Miguel Buiza. Por eso Negrín decidió que la 206.ª Brigada mixta, de filiación comunista, perteneciente a la 10.ª División del XXII Cuerpo de Ejército del Ejército de Levante, con base en Buñol (Valencia) y bajo el mando del comandante Artemio Precioso, acompañaría a Galán a tomar posesión de su nuevo destino, como jefe de la base naval de Cartagena.
Pero en Cartagena además de la de los militares y marinos republicanos "casadistas" estaba organizada otra conjura dirigida por militares y civiles vinculados a la quinta columna franquista (que en Cartagena estaba formada por más de doscientas personas, en su mayoría miembros de las fuerzas armadas y de las de orden público, además de profesionales de las clases medias) que lo que pretendían era entregar la base y la flota al "Generalísimo" Franco. Cartagena vivía un estado de tensión constante debido a la forzosa inacción de la flota republicana lo que explicaría el fuerte crecimiento de la quinta columna franquista. De hecho a lo largo del año 1938 la infiltración de simpatizantes derechistas había puesto en alarma a las autoridades republicanas, pero los reveses militares de la República a comienzos de 1939 hicieron que los quintacolumnistas de Cartagena ambicionaran una acción más espectacular: la toma de la base naval para ponerla al servicio del bando sublevado.

## La sublevación

### La rebelión de la base naval
En la noche del sábado 4 de marzo estalla la sublevación en Cartagena, dirigida por el teniente de navío habilitado como capitán de navío Fernando Oliva, jefe de Estado mayor de la base; el coronel de artillería Gerardo Armentia y el comandante Manuel Lombardero, de la quinta columna, y toman el control de la base naval y el puerto. Las fuerzas de tierra sublevadas al mando de Oliva se dirigen a la comandancia y allí arrestan alrededor de las 12 de la noche a Francisco Galán, que acababa de relevar al general Bernal en el mando de la base, y le exigen dimitir. Pero a lo largo de la madrugada del 5 de marzo el cariz de la revuelta cambia. Oficiales republicanos como Armentia (quien había ordenado que fueran puestos en libertad una treintena de jefes y oficiales que se hallaban detenidos y que así se unieron a la rebelión) se ven superados por los elementos más proclives al bando franquista, como el teniente coronel Arturo Espá que se había apoderado de las baterías de costa, los cuales empiezan a transmitir por radio consignas y lemas del bando sublevado, proclamando que la Base naval de Cartagena y el puerto obedecerían al gobierno de Burgos. Concretamente la emisora Flota republicana comunicaba que la ciudad de Cartagena "estaba a las órdenes del Generalísimo" y después de proclamar el lema falangista y franquista "Arriba España" había comenzado a emitir canciones de los "nacionales" (y en algunos edificios aparecieron banderas rojigualdas). Del mando de la base se había hecho cargo hacia las siete de la mañana del domingo 5 el general habilitado de infantería de marina en la reserva Rafael Barrionuevo, teniendo como segundo al capitán de navío Fernando Oliva.
A media mañana del domingo 5 se conocía en Burgos el carácter profranquista del levantamiento de la base naval de Cartagena. Inmediatamente el estado mayor franquista (con Francisco Franco a la cabeza) determinó que zarparan desde Castellón y Málaga más de 30 buques entre transportes y buques de guerra (entre ellos, el flamante crucero pesado Canarias) que debían transportar a más de 20.000 hombres, con apenas 48 horas de preparación.
A las 9,30 de la mañana de ese domingo 5 el presidente Negrín contactó por teletipo con el coronel Galán que había sido puesto en libertad gracias a las amenazas de bombardeo lanzadas desde la Flota para que los sublevados "pronacionales" lo liberaran a él y a un grupo de destacados oficiales "casadistas" que también se encontraban detenidos. En el teletipo Negrín le dijo lo siguiente:

Considero improcedente toda violencia. Hay que convencer a los mandos y a la gente de que su actitud obstaculiza justamente en los momentos en que aparece una solución de paz satisfactoria la cuestión de la gestión del Gobierno. La Flota y la base naval constituyen un motivo de seguridad y de confianza de combatientes y obreros que en la fábrica anhelan igualmente la paz pero que desean que ésta se haga sin extorsiones ni represalias y con la garantía de evacuación de quienes lo deseen. Esto no podrá lograrse si cada cual tira por su lado.

A continuación Negrín le anunció al coronel Galán que iba a enviar a Cartagena al subsecretario de Marina, Antonio Ruiz, para que asumiera el mando (Galán debía ponerse inmediatamente a sus órdenes) y evitase un estéril derramamiento de sangre. Una hora después, a las 10,30 horas del domingo 5 la aviación franquista bombardeaba a los barcos de la flota, alcanzando a dos de los destructores más viejos. Según otras versiones el bombardeo se produjo a las 11,30 horas y los afectados fueron tres destructores que quedaron inmovilizados (el Sánchez Barcáiztegui, el Gravina y el Lazaga).
Por su parte el exministro comunista Jesús Hernández, actuando bajo su propia responsabilidad como Comisario general del Ejército, envió en auxilio de Cartagena a la 4.ª División, en la que iba incluida una unidad de tanques de la base de Archena, que reforzaría a la Brigada 206 que se encontraba a la espera de órdenes en la población de Los Dolores, cercana a Cartagena.

### La salida a alta mar de la flota republicana

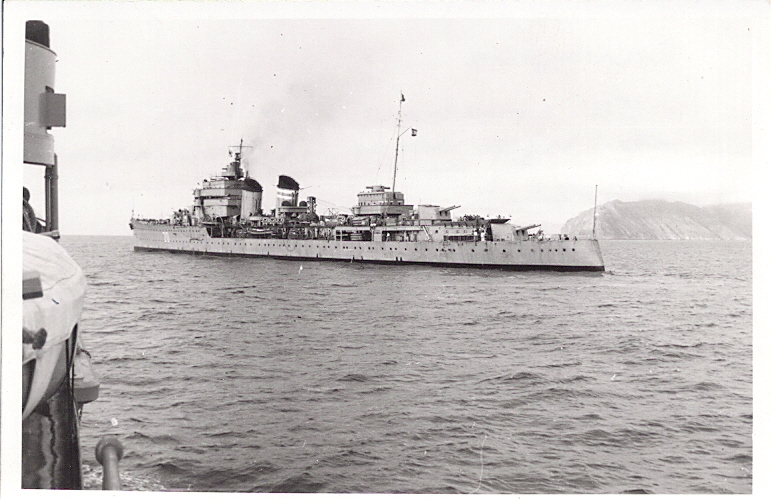
Crucero Miguel de Cervantes, buque insignia de la flota republicana.

Casi al mismo tiempo que se producía el bombardeo de la flota en la mañana del domingo 5 de marzo por aviones "nacionales", el general Barrionuevo, jefe de las fuerzas "profranquistas" que se habían apoderado de la base naval, lanzó un ultimátum a la flota republicana allí amarrada: si no zarpaba antes de las 12.30 horas sería cañoneada por las baterías de costa. Los oficiales de los barcos muy excitados se reunieron en el buque insignia, el crucero Miguel de Cervantes, con el jefe de la flota Buiza y con el comisario general de la escuadra, el socialista Bruno Alonso, (reunión a la que también asistieron el coronel Galán y el enviado de Negrín el teniente de navío Antonio Ruiz que insistieron en los deseos del presidente del gobierno de que no hubiera derramamiento de sangre) y decidieron abandonar Cartagena de cuyo puerto zarparon poco antes de que se cumpliera el plazo (a bordo iban unos setecientos refugiados civiles y militares). Según Bruno Alonso el capitán de corbeta Miguel Buiza intentó mantener un frágil equilibrio entre franquistas y "negrinistas" y se negó a poner la flota republicana al servicio de Franco, pero al mismo tiempo rechazaba también el nombramiento de un comunista al frente de la Base Naval. Además gran parte de los marineros eran simpatizantes anarquistas y temían que la 206.ª Brigada, al ser una unidad comunista, después de reprimir la sublevación franquista hiciera una represión entre las filas anarquistas por lo que también apoyaron la salida a altar mar de la flota.
Así Cartagena a mediodía del domingo 5 de marzo había quedado en poder de los partidarios de Franco y la flota ya no se encontraba allí, lo que se comunicó a las 14,20 horas en un radiograma al gobierno de Burgos:

S.B.D. de Cartagena a Burgos. Viva España. Arriba España. El general Barrionuevo al Generalísimo Ejército Español. Me hago cargo en nombre V.E. y ejército mando plaza de Cartagena. Tropas guarnición, ejército y marina están sumadas ejército salvador patria. Escuadra abandonó puerto rumbo desconocido.

Tres horas después el Cuartel General de Franco contestaba que "importantes refuerzos" serían desembarcados en Cartagena para asegurar el control de la plaza, aunque no hay constancia de que Burgos conociera que a esas horas de la tarde del domingo 5 la 206.ª Brigada republicana había entrado en la ciudad, había ocupado la Jefatura de Intendencia de la Armada, situada en el centro, y había comenzado el ataque a los principales baluartes de los rebeldes "profranquistas": el Parque de Artillería, el Arsenal y la Capitanía de la Base.
Pasada la medianoche los jefes de la 206.ª Brigada supieron que el golpe de Casado se había consumado en Madrid y se había formado un Consejo Nacional de Defensa, pero decidieron seguir combatiendo para reconquistar Cartagena, dado su alto valor estratégico para una acción de resistencia o para la evacuación de los que no creyeran en las promesas de "benevolencia" del "Generalísimo" Franco.

### La reconquista republicana de la base naval
Al tomar conocimiento del golpe de Estado en Madrid y la formación del Consejo Nacional de Defensa presidido por Segismundo Casado, el comandante de la 206.ª Brigada Mixta declara que pretende recuperar el puerto en nombre del Consejo. Al anochecer del lunes 6 de marzo la Brigada Mixta se había hecho con el Arsenal, con algunas baterías costeras y con el suministro de energía eléctrica y la central telefónica y ya tan solo resistían unos pocos edificios, desde los que los sublevados hicieron llamamientos desesperados a los franquistas. Al entrar en el Arsenal la 206 Brigada Mixta el C-2 zarpó esquivando las baterías costeras rumbo a Palma de Mallorca con 66 de los sublevados.
Mientras tanto a lo largo de ese lunes 6 de marzo los buques franquistas con las fuerzas de desembarco se fueron reuniendo frente a Cartagena, pero comprobaron enseguida que la situación no era segura pues una de las baterías de costa, La Parajola, que dominaba el antepuerto y el mar, había disparado contra los transportes Mar Negro y Mar Cantábrico, mientras que la batería de costa del otro lado de la bahía le respondía. Así que aquella noche la flota de desembarco quedó a la expectativa. A las siete de la mañana del día siguiente, martes 7, al comprobar que la resistencia de los sublevados se había derrumbado y que la base estaba casi completamente controlada por la 206.ª Brigada Mixta, se decidió abandonar el desembarco y regresar a los puertos de origen.
Hacia las diez de la mañana del martes 7 de marzo cae en poder de la 206.ª Brigada el Parque de Artillería, donde muere el coronel Armentia y poco después se hace con el control de las últimas baterías costeras que todavía estaban en manos de los insurrectos. A primeras horas de la tarde la Brigada ya se había hecho con el control absoluto de toda Cartagena y sus instalaciones militares. Se hicieron unos 300 prisioneros, entre ellos el general Barrionuevo, y muchos miembros de la quinta columna.

### El hundimiento delCastillo de Olite
En paralelo el Consejo Nacional de Defensa había nombrado al coronel Joaquín Pérez Salas nuevo jefe de la Base Naval de Cartagena y le envía a la ciudad junto con tropas de Murcia leales a Casado.
Cuando se ordenó abandonar la operación de desembarco no todos los transportes habían llegado ya a Cartagena, por lo que el jefe de la expedición el contraalmirante Francisco Moreno Fernández (militar) ordenó a los barcos que regresaban a su puertos de origen que se comunicaran mediante señales ópticas con aquellos buques que no contasen con radio. Pero el Castillo de Olite, que tenía la radio estropeada no recibió ningún mensaje de que volviera a puerto así que continuó hacia el puerto de Cartagena. En la mañana del 7 de marzo al acercarse a la bocana se observa que en los edificios de la ciudad ondea la bandera tricolor republicana, produciéndose un gran desconcierto en el puente de mando del navío mercante. Los militares dentro del Castillo de Olite están todavía discutiendo cuando escuchan un primer disparo procedente de uno de los 3 cañones Vickers de 152 mm/50 de la batería de defensa costera. El buque intenta maniobrar pero es demasiado tarde cuando tras unos cuantos disparos de la batería de costa La Parajola, al mando del capitán Antonio Martínez Pallarés, un proyectil alcanza la santabárbara del Castillo de Olite y lo hace estallar, hundiéndose rápidamente el buque. Con 2.112 hombres a bordo que esperaban desembarcar en Cartagena, 1.476 morirán, 342 quedaron heridos y 294 hechos prisioneros. Sin embargo, algunos historiadores rebajan la cifra de muertos a 1.223. El Castillo de Olite transportaba tropas llevadas de Castellón cuyos efectivos eran dos batallones de Infantería, un grupo de Sanidad, un grupo de Artillería del 10,5 y un Tribunal Militar.
El Castillo de Peñafiel, otro buque "nacional" que no pudo ser avisado a tiempo de la suspensión del desembarco, fue alcanzado por un disparo de la misma batería, pero pudo volver a su base de Ibiza por sus propios medios.

### La huida de la flota republicana

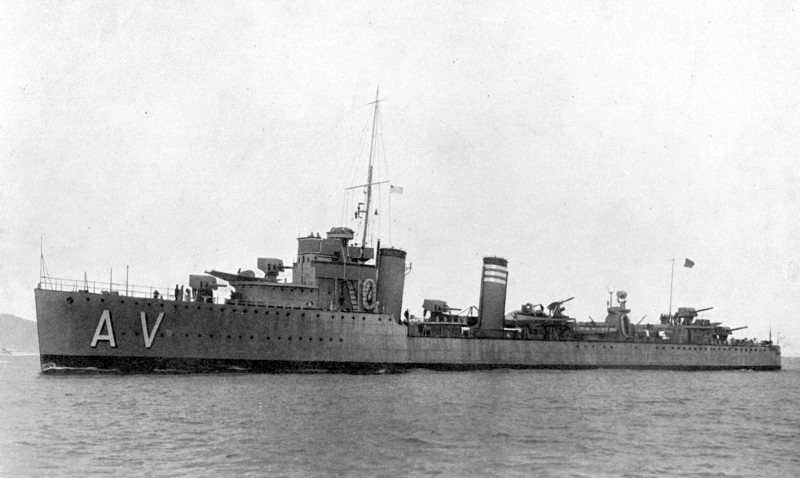
Destructor Almirante Valdés, uno de los buques de la flota republicana que huyó a Bizerta.

Mientras se luchaba en Cartagena por el control de la Base, la flota republicana seguía en alta mar. La formaban los cruceros Miguel de Cervantes, Libertad y Méndez Nuñez y los destructores Lepanto, Almirante Antequera, Almirante Valdés, Gravina, Jorge Juan, Almirante Miranda, Escaño y Ulloa. A las 21,10 horas se captó una emisión alemana que retransmitía desde Bilbao y que decía que la lucha en Cartagena continuaba. A las 0,17 horas del lunes 6 de marzo se captó la noticia de que se había formado el Consejo Nacional de Defensa pero Buiza al parecer no se fio de la veracidad de la noticia y, a pesar de que el comandante del Almirante Antequera sugirió prestar al Consejo "la más cálida asistencia", ordenó mantener el rumbo, también posiblemente porque no se fiaba de la respuesta de las dotaciones si ordenaba volver a la base de Cartagena.
A las 2 de la madrugada del lunes 6 de marzo varios radiogramas confirmaron la noticia de que el golpe de Casado había triunfado y de que se había constituido en Madrid el Consejo Nacional de Defensa. Se produjo entonces gran confusión entre los oficiales de los barcos que aumentó cuando a las 4,20 horas desde la estación de Portman, en las cercanías de Cartagena, se ordenó en nombre del gobierno de Negrín que la flota retornara a su base. Lo que el jefe de la flota Buiza no dijo a nadie es que hacía dos horas que ya había recibido la orden de Negrín de retornar a la base mediante un radiograma que decía: "Ministro de Defensa Nacional a jefe Flota: Dominada situación creada en Cartagena [a esa hora la 206.ª Brigada Mixta ya se había apoderado del centro de Cartagena e iniciaba el ataque al Parque de Artillería y al Arsenal, dispongan que Flota se reintegre a su base". La orden de Negrín fue reiterada a las 3,20 y a las 4,28 horas: "Dominada situación en Cartagena, sírvanse reintegrarse a la base naval".
A las 5,54 horas del lunes 6 el jefe de la flota, el almirante Miguel Buiza ordenó la vuelta a Cartagena, pero los oficiales "entreguistas" encabezados por el capitán de navío José Núñez Rodríguez, Jefe del Estado Mayor de la Flota, partidarios de dirigirse a un puerto francés, lo que significaba la entrega de la flota a Franco dado que París acababa de reconocer al gobierno de Burgos como el único legal de España y por lo tanto la flota era de su propiedad, se impusieron sobre los "casadistas" partidarios de volver a Cartagena. El almirante Buiza se inclinó finalmente por los "entreguistas" (para quienes "preservar la flota para el futuro y poder aducir esto como defensa de su conducta ante un eventual consejo de guerra [franquista] eran consideraciones no desdeñables) y cambió la orden que había dado dos horas y media antes. En el cambio de decisión posiblemente influyó que se captó uno de los mensajes del general "profranquista" Barrionuevo que decía que las baterías costeras todavía estaban en su poder y además que la falta de combustible no permitía demorar qué rumbo tomar.
Probablemente también influyó el radiograma que recibió aproximadamente a la misma hora en que tomó la decisión, las 7,30 del lunes 6, de parte del coronel Casado: "Enlace Marítimo del Grupo de Ejércitos a jefe Flota. Texto. De orden del presidente [sic] Casado manténgase en la mar hasta nueva orden. Confía en esto que va en marcha. No entre en Cartagena de ningún modo hasta nueva orden". Después Casado recibió un radiograma de Buiza: "A Presidente [sic] Casado. La Flota, en buen espíritu, se encuentra a las órdenes de V.E.". La importancia de este mensaje de Casado en la decisión de Buiza lo confirma lo que comunicó al comandante del Almirante Antequera que era partidario de volver a Cartagena:

Con la decisión del jefe de la flota se le presta ayuda al nuevo Gobierno en su misión que todos conocemos, esperando que ese buque como todos los de la flota mantengan su adhesión y confianza con el jefe, cumpliendo con la disciplina.

Buiza puso en principio rumbo a Argel pero por la mañana de ese mismo lunes 6 recibió órdenes de las autoridades francesas de que se dirigiera a Bizerta en el Protectorado francés de Túnez a donde llegó aquella noche. Antes de entrar en el puerto Buiza encarecíó "a todos los buques que, dado el próximo fondeo en un puerto extranjero, se mantenga por las dotaciones de los mismos un perfecto estado de disciplina, uniformidad y corrección". Al principio de la tarde del martes 7, cuando la sublevación "pronacionalista" de Cartagena hacía horas que había sido completamente sofocada, la flota republicana, bajo control francés, fondeaba en la bahía tunecina de Bizerta. Nada más llegar las autoridades francesas les dijeron que los barcos serían entregados inmediatamente a Franco. Poco después llegó a Bizerta el C-4 mandado por Eugenio Calderón.
Como manifestó un alférez de navío "profranquista" el objetivo de la sublevación de Cartagena había sido "hacer salir a la Flota" y eso se había conseguido:

Nosotros habíamos recibido una consigna de Franco: hacer salir a la Flota. Desde el momento en que se había ido, aunque el movimiento [en la base naval] sea sofocado, no nos importa. Hemos logrado lo que nos proponíamos; dejar a la República sin su último baluarte de resistencia.

## Consecuencias
Aunque los republicanos consiguieron aplastar la sublevación "profranquista" de la base naval de Cartagena, la pérdida de la flota (3 cruceros, 8 destructores y muchas unidades menores) constituyó toda una catástrofe para el bando republicano. Así lo explican los historiadores Angel Viñas y Fernando Hernández Sánchez:

Los oficiales de marina, encabezados por Buiza, pudieron escaparse y se escaparon, engañados o no por su almirante. Sobre los no engañados recae la responsabilidad de haber hundido los planes de evacuación. Aunque se salvan dotaciones, pesará para siempre en su recuerdo el que dejaran sin medios de escapatoria a los millares de personas que hubieran podido huir en los barcos, de los que aprovecharon un número ridíciulo... No sirve de consuelo el que también a muchos de ellos les aguardaba un futuro que pasaba por el paredón de ejecución o la cárcel.

Así pues la huida y rendición de la flota republicana no fue "un episodio edificante. Al final, se revelaron exactos muchos de los informes que hacia el Gobierno y hacia Moscú habían emitido los consejeros soviéticos que trabajaban con los mandos de la Armada republicana. No hacían todo lo que podían y no daban de sí todo lo que exigía la situación. La Flota fue, quizá, el mayor talón de Aquiles de la República".